# Lauren LaVera
Lauren LaVera (Filadelfia, 14 giugno 1994) è un'attrice statunitense.
É nota al grande pubblico per essere la protagonista di Terrifier 2 e Terrifier 3.

## Biografia
LaVera approda al mondo dello spettacolo come comparsa. Recita in diversi cortometraggi amatoriali e in produzioni indipendenti. 
Il primo ruolo da protagonista lo ottiene con Damien Leone. Il regista americano le affida la parte di Sienna in Terrifier 2 e Terrifier 3. La sua performance viene acclamata da pubblico e critica, tanto da essere premiata con un Fangoria Chainsaw Award. 
Nel 2023 lavora al nuovo lungometraggio di Federico Zampaglione. Lo stesso anno prende parte al film di Mike Flanagan, The Life of Chuck. Pratica, nel tempo libero, arti marziali.

## Filmografia parziale

### Attrice

#### Cinema
- Wetlands, regia di Emanuele Della Valle (2017)
- Clinton Road, regia di Richard Grieco e Steve Stanulis (2019)
- Terrifier 2, regia di Damien Leone (2022)
- Chestnut, regia di Jac Cron (2023)
- The Well, regia di Federico Zampaglione (2023)
- Terrifier 3, regia di Damien Leone (2024)
- The Life of Chuck, regia di Mike Flanagan (2024)

#### Televisione
- Under the Flower, regia di Richard T. Wilson – film TV (2017)
- Iron Fist – serie TV, episodio 1x10 (2017)
- MacGyver – serie TV, 4x05 (2020)
- Messaggi da Elsewhere – serie TV, 2 episodi (2020)
- A Taste of Christmas, regia di Damian Romay – film TV (2020)
- Law & Order: Organized Crime – serie TV, 2 episodi (2024)

#### Cortometraggi
- Home Office, regia di Aaron Haze Biscoe e Mary McDermott (2016)
- Return Safely, regia di Eric Burleson (2017)
- Candy, regia di Shannon Sears-Rivera (2017)
- Atmanous, regia di Graham Cooper (2018)
- Mulk, regia di David Esposito (2018)
- Catwoman Retribution, regia di Anthony L. Fletcher (2018)
- Date. Click. Repeat, regia di Wesley Mellott (2018)
- Slash, regia di Wesley Mellott (2018)
- No Means No, regia di Brian Gallagher (2019)
- Stag, regia di Buddy Caine (2019)
- Out of My League, regia di Wesley Mellott (2019)
- Miss Barton's Famous Cakes, regia di Jared Hirsch e Nelson Vicens (2019)
- The Undoing, regia di Ryan Crepack (2019)
- Princess Cut, regia di Elaine del Valle (2020)
- Kill or Be Killed, regia di Wesley Mellott (2020)

## Doppiatrici italiane
Nelle versioni in italiano delle opere in cui ha recitato, Lauren LaVera è stata doppiata da:
- Valentina Perrella in Terrifier 2, Terrifier 3
- Flavia Altomonte in The Well
- Rossa Caputo in Law & Order: Organized Crime